# Superwizjer
Superwizjer (początkowo Super Wizjer TVN) – magazyn śledczy reporterów emitowany przez telewizję TVN od 2000 roku. Magazyn pojawia się na antenie TVN w każdy wtorkowy wieczór o 23:40 oraz od 11 lutego 2017 w soboty o 20:00 na antenie TVN24.

## Historia
Superwizjer produkowany jest w studiu w Krakowie, jego początki to Wizjer TVN – codzienny program, wzorowany na magazynie RTL 7 Zoom. Pierwotnie Superwizjer miał być programem podsumowującym, z kilkoma wybranymi reportażami z danego tygodnia. Po zejściu z wizji codziennego Wizjera postanowiono przenieść produkcję do Krakowa, obsadzając w roli prowadzącej Jolantę Konopkę, byłą prezenterkę TVN Fakty Południe, a także stopniowo zmniejszyć liczbę poruszanych tematów – najpierw do dwóch, potem – do jednego.
W lutym 2017 magazyn trafił na antenę TVN24 w nowej formule. Każde wydanie składa się z części reportażowej oraz rozmowy prowadzącego z gośćmi w studiu. Wtorkowe wydania magazynu emitowane na głównej antenie zawierają powtórkę reportażu wyemitowanego w minioną sobotę w TVN24. Pierwotnie program w tej formule prowadzony był przez Jolantę Konopkę i Annę Seremak. Od 2021 głównym gospodarzem jest Robert Kantereit.

## Emisja
Do 3 czerwca 2007 emitowany był w niedzielę ok. 22:55 (początkowo o 22:15), od 3 września 2007 do 31 maja 2010 w poniedziałki ok. 23:20 (od 6 września 2010 do 30 maja 2011 o 23:30).
Od 6 września 2011 do 21 grudnia 2022 roku magazyn był emitowany we wtorki o 23:30 na antenie TVN. Wiosną 2023 program powrócił do emisji w niedziele. Od jesieni 2023 magazyn ponownie jest nadawany we wtorki. Od 11 lutego 2017 w każdą sobotę o 20:00 program nadawany jest także w TVN24.
Program jest emitowany w sezonach wiosennym oraz jesiennym.

## Produkcja
Od marca 2001 do czerwca 2008 producentem programu była Monika Góralewska, przez pewien okres współproducentem programu był Marek Kęskrawiec, od 2007 – Marcin Borowski. W latach 2013–2016 współproducentem był Robert Socha
Do listopada 2016 producentem była Monika Szymborska, a jej zastępcą Krzysztof Miączyński. Od 30 stycznia 2017 rolę producenta obejmuje Jarosław Jabrzyk.
Z redakcją Superwizjera współpracują m.in.: Maciej Duda, Łukasz Frątczak, Michał Fuja, Ewa Galica, Grzegorz Głuszak, Magdalena Gwóźdź, Bertold Kittel, Maciej Kuciel, Łukasz Ruciński, Jakub Stachowiak, Patryk Szczepaniak, Wojciech Szumowski, Kamila Wielogórska, Marcin Wójcik.

## Nagrody[2]

### Grand Press
- 2022 Cykl dokumentów o wojnie w Ukrainie (reporter: Michał Przedlacki)
- 2021 Nagroda Specjalna z okazji 25-lecia Grand Press (laureat Bertold Kittel)[10]
- 2021 Zarobić na chorych na raka (reporter: Michał Fuja)
- 2020 Niech toną (reporter Wojciech Bojanowski)
- 2019 Pancerny Marian i pokoje na godziny (reporter Bertold Kittel)[11]
- 2018 25 lat za niewinność oraz Utracona młodość Tomasza Komendy[a] (reporter: Grzegorz Głuszak)
- 2018 Polscy neonaziści (reporterzy: Bertold Kittel, Anna Sobolewska, Piotr Wacowski)
- 2017 Śmierć w komisariacie (reporter: Wojciech Bojanowski)
- 2017 Jak zamordowano Iwonę Cygan (reporterzy: Anna Barańska-Całek, Michał Fuja)
- 2014 Jak zorganizowaliśmy przemyt broni dla prorosyjskich separatystów? (reporterzy: Jarosław Jabrzyk, Bertold Kittel,  Jan Kroupa – Radiožurnal)
- 2011 Po co nam ta CASA? (reporterzy: Alicja Krystyniak, Jakub Stachowiak)
- 2010 Ocaleni (reporter: Wojciech Szumowski)
- 2008 Pomoc w śmierci (reporter: Beata Biel)
- 2006 Kardiochirurg bez serca (reporter: Daniel Zieliński)
- 2004 Mafia paliwowa (reporterzy: Witold Gadowski, Przemysław Wojciechowski)
- 2003 Handel ziemią (reporter: Jacek Bazan)
- 2002 Ekolodzy (reporter: Jacek Bazan)

### Nominacje do nagrodyGrand Press
- 2021 Zarobić na chorych na raka (reporter: Michał Fuja)
- 2021 To nie ja zabiłam (reporter: Grzegorz Głuszak)
- 2021 Człowiek Kamińskiego i wielki przemyt (reporter: Łukasz Frątczak i Jakub Stachowiak)
- 2020 Historia człowieka, który uwolnił Tomasza Komendę (reporter: Grzegorz Głuszak)[12]
- 2020 Niech toną (reporter: Wojciech Bojanowski)[12]
- 2020 Lekowy eksperyment i zgony pacjentów (reporterzy: Jakub Stachowiak i Łukasz Cieśla)
- 2020 Giełda kryptowalut i milionowa łapówka (reporterzy: Michał Fuja i Patryk Szczepaniak)
- 2019 Amnezja (reporter: Maciej Kuciel)
- 2019 Cykl: Tajemnica zabójstwa na świętojańskiej (reporterzy: Jarosław Jabrzyk i Bertold Kittel)
- 2019 Porwanie Ziętary. Człowiek, który wiedział za dużo (reporterzy: Jakub Stachowiak i Łukasz Cieśla)
- 2019 Pancerny Marian i pokoje na godziny (reporter: Bertold Kittel)
- 2019 Wiceminister i sfałszowane podpisy (reporterzy: Łukasz Ruciński i Maciej Duda)
- 2018 Drugie życie agenta Tomka (reporterzy: Łukasz Ruciński i Maciej Duda)
- 2018 Piłka nożna  gangsterzy (reporter: Szymon Jadczak)
- 2018 Czarny rynek bursztynu (reporterzy: Jakub Stachowiak, Patryk Szczepaniak)
- 2017 Nowy biznes twórcy piramidy finansowej (reporter: Szymon Jadczak)
- 2017 Wysyp (reporter: Maciej Kuciel i Daniel Liszkiewicz)
- 2017 Działacz PiS i jego kariera w państwowej spółce (reporter: Jarosław Jabrzyk i Bertold Kittel)
- 2013 Jak zarobić na leczeniu zdrowych osób? (reporter: Jakub Stachowiak)
- 2012 W imieniu Kościoła (reporterzy: Jarosław Jabrzyk, Bertold Kittel, Michał Stankiewicz)
- 2011 Po co nam ta CASA? (reporterzy: Alicja Krystyniak i Jakub Stachowiak)
- 2011 Zabójcy z maczetami (reporterzy: Jarosław Jabrzyk i Bertold Kittel)
- 2011 Wdowy po ofiarach CASY: pomoc MON to fikcja (reporterzy: Alicja Krystyniak i Jakub Stachowiak)
- 2010 Pamiętnik (reporterzy: Grzegorz Głuszak i Piotr Litka)
- 2010 Co się stało z CASĄ? (reporterzy: Alicja Krystyniak i Jakub Stachowiak)
- 2009 Książę terrorystów (reporterzy: Beata Biel i Przemysław Wojciechowski)
- 2008 Obcinacze palców (reporter: Grzegorz Głuszak)
- 2008 Seksafera w ratuszu (reporter: Magda Zagała)
- 2008 Tajemnicze porwanie (reporter: Robert Socha)
- 2007 Śmierć we Włoszech (reporter: Grzegorz Głuszak)
- 2007 Betanki – koniec dramatu (reporter: Monika Bartkowicz)
- 2007 Zabrane dzieci (reporter: Przemysław Wojciechowski)
- 2004 Przychodnie (reporterzy: Aleksandra Tudyka i Marek Kęskrawiec)
- 2004 Ojciec (reporter: Alicja Chmielewska)
- 2002 Żyje się (reporterzy: Jacek Bazan i Jacek Filipiak)

### NagrodaRadia Zetim.Andrzeja Woyciechowskiego
- 2018 Polscy neonaziści (reporterzy: Bertold Kittel, Anna Sobolewska, Piotr Wacowski)
- 2017 Śmierć w komisariacie (reporter: Wojciech Bojanowski)

### MediaTORy
- 2019 Tajemnicza śmierć Jakuba (reporter: Robert Socha) - kategoria ReformaTOR[13]
- 2017 Śmierć w komisariacie (reporter: Wojciech Bojanowski) – kategoria DetonaTOR

### Grand Prix Szóstego Festiwalu Sztuki Faktu
- 2018 Wody skażone trotylem (reporterzy: Maciej Duda, Łukasz Ruciński)[14]

### KonkursFundacji im. Stefana Batorego„Tylko ryba nie bierze”
- 2006 Kardiochirurg bez serca (reporter: Daniel Zieliński)
- 2004 Lekarze okradali NFZ – I nagroda (reporterzy: Aleksandra Tudyka, Marek Kęskrawiec)
- 2004 Przekupni prokuratorzy – III nagroda (reporter: Jarosław Jabrzyk)

### Międzynarodowy Festiwal ReportażuCamera Obscura
- 2007 Zabrane dzieci – wyróżnienie w kat. „reportaż śledczy” (reporter: Przemysław Wojciechowski)
- 2006 Kardiochirurg bez serca – nagroda dla najlepszego reportażu śledczego (reporter: Daniel Zieliński)
- 2004 Przekupni psychiatrzy – Grand Prix (reporterzy: Krzysztof Bursztyn, Robert Socha)

### Przegląd Form Dokumentalnych „Bazar”
- 2006 Zjawa – za najlepszy „film-reportaż” (reporter: Jarosław Jabrzyk)
- 2006 Mafia paliwowa – za najlepszy „film-reportaż” (reporterzy: Witold Gadowski, Przemysław Wojciechowski)

### NagrodaDziennikarz Roku Małopolski
- 2006 Kardiochirurg bez serca (reporter: Daniel Zieliński)

### NagrodaWatergateStowarzyszenia Dziennikarzy Polskich
- 2008 Rosyjska mafia, polski rząd i gaz (reporterzy: Witold Gadowski, Przemysław Wojciechowski)
- 2006 Gra o PZU (reporterzy: Witold Gadowski, Przemysław Wojciechowski, Jarosław Jabrzyk)

### Przegląd Telewizyjnych Reportaży Śledczych w Łodzi
- 2009 Rosyjska mafia, polski rząd i gaz – nagroda główna (reporterzy: Witold Gadowski, Przemysław Wojciechowski); ex aequo dla Krzysztofa Spiechowicza (Uwaga!) za reportaż Tajemnice śmierci Jaroszewiczów
- 2009 Seksafera w ratuszu – nagroda publiczności (reporter: Magda Zagała)
- 2009 Książę terrorystów – specjalne wyróżnienie (reporterzy: Beata Biel i Przemysław Wojciechowski)

### Nagroda Internautów
- 2007 Raport taterników (reporter: Magda Zagała)

### Festiwal Mediów „Człowiek w Zagrożeniu”
Nagroda Fundacji Monumentum Iuadaicum Lodzense
- 2021 Historia człowieka, który uwolnił Tomasza Komendę (reporter: Grzegorz Głuszak)
- 2018 Osaczona we własnym domu (reporter: Anna Barańska-Całek)
- 2011 Zło w Chełmnie (reporter: Piotr Litka)

### Telekamery
- 2011 Superwizjer nominowany w kategorii „magazyn interwencyjny”
- 2010 Superwizjer nominowany w kategorii „najlepszy program publicystyczny”